# Leichtathletik-Südamerikameisterschaften 1924
Die III. Leichtathletik-Südamerikameisterschaften fanden vom 17. bis zum 22. April in Buenos Aires statt. Die Mannschaftswertung gewann die Mannschaft Argentiniens mit 141 Punkten vor der Mannschaft Chiles mit 112 Punkten und den Uruguayern mit 36 Punkten. Erfolgreichster Athlet war der chilenische Langstreckenläufer Manuel Plaza, der drei Einzeltitel gewann und zum siegreichen Team im 3000-Meter-Mannschaftslauf gehörte. Der chilenische Speerwerfer Arturo Medina war der einzige Sportler, der seinen Wettbewerb zum dritten Mal in Folge gewinnen konnte.

## Männerwettbewerbe

### 100-Meter-Lauf
| Platz | Athlet           | Land | Zeit (s) |
| ----- | ---------------- | ---- | -------- |
| 1     | Miguel Enrico    | ARG  | 10,9     |
| 2     | Augusto de Negri | ARG  |          |
| 3     | Luis Miguel      | CHI  |          |

Finale: 19. April

### 200-Meter-Lauf
| Platz | Athlet         | Land | Zeit (s) |
| ----- | -------------- | ---- | -------- |
| 1     | Félix Escobar  | ARG  | 22,1     |
| 2     | Luis Miguel    | CHI  |          |
| 3     | Roberto García | ARG  |          |

Finale: 20. April

### 400-Meter-Lauf
| Platz | Athlet            | Land | Zeit (s) |
| ----- | ----------------- | ---- | -------- |
| 1     | Félix Escobar     | ARG  | 49,4     |
| 2     | Francisco Dova    | ARG  | 49,4     |
| 3     | Federico Brewster | ARG  |          |

Finale: 19. April

### 800-Meter-Lauf
| Platz | Athlet           | Land | Zeit (min) |
| ----- | ---------------- | ---- | ---------- |
| 1     | Francisco Dova   | ARG  | 2:02,9     |
| 2     | Alfredo Iglesias | URU  |            |
| 3     |                  |      |            |

Nur zwei Läufer kamen in die Wertung.

### 1500-Meter-Lauf
| Platz | Athlet           | Land | Zeit (min) |
| ----- | ---------------- | ---- | ---------- |
| 1     | Víctor Moreno    | CHI  | 4:11,9     |
| 2     | Luis Decouvieres | CHI  | 4:13,0     |
| 3     | Juan Baeza       | CHI  |            |

Finale: 17. April

### 5000-Meter-Lauf
| Platz | Athlet       | Land | Zeit (min) |
| ----- | ------------ | ---- | ---------- |
| 1     | Manuel Plaza | CHI  | 15:37,2    |
| 2     | Juan Baeza   | CHI  |            |
| 3     | Luis Celis   | CHI  |            |

Finale: 19. April

### 10.000-Meter-Lauf
| Platz | Athlet       | Land | Zeit (min) |
| ----- | ------------ | ---- | ---------- |
| 1     | Manuel Plaza | CHI  | 32:19,8    |
| 2     | Juan Bravo   | CHI  | 33:04,5    |
| 3     | Luis Celis   | CHI  | 33:12,8    |

Finale: 17. April

### Crosslauf
| Platz | Athlet        | Land | Zeit (min) |
| ----- | ------------- | ---- | ---------- |
| 1     | Manuel Plaza  | CHI  |            |
| 2     | Juan Baeza    | CHI  |            |
| 3     | Víctor Moreno | CHI  |            |

Das Datum der Austragung ist nicht bekannt.

### 110-Meter-Hürdenlauf
| Platz | Athlet            | Land | Zeit (s) |
| ----- | ----------------- | ---- | -------- |
| 1     | Guillermo Newbery | ARG  | 15,8     |
| 2     | Otto Dietsch      | ARG  |          |
| 3     | Leandro Gómez     | URU  |          |

Finale: 17. April

### 400-Meter-Hürdenlauf
| Platz | Athlet           | Land | Zeit (s) |
| ----- | ---------------- | ---- | -------- |
| 1     | Humberto Lara    | CHI  | 56,2     |
| 2     | Enrique Thompson | ARG  |          |
| 3     | Carlos Müller    | CHI  |          |

Finale: 20. April

### 4-mal-100-Meter-Staffel
| Platz | Land        | Athleten                                                 | Zeit (s) |
| ----- | ----------- | -------------------------------------------------------- | -------- |
| 1     | Argentinien | Camilo Ribas Augusto de Negri Otto Dietsch Miguel Enrico |          |
| 2     | Uruguay     |                                                          |          |
| 3     | Chile       |                                                          |          |

Finale: 20. April

### 4-mal-400-Meter-Staffel
| Platz | Land        | Athleten                                                         | Zeit (min) |
| ----- | ----------- | ---------------------------------------------------------------- | ---------- |
| 1     | Argentinien | Francisco Dova Eduardo Casanovas Félix Escobar Federico Brewster |            |
| 2     | Chile       |                                                                  |            |
| 3     | Uruguay     |                                                                  |            |

Finale

### 3000-Meter-Mannschaftslauf
| Platz | Land  | Athleten | Zeit (min) |
| ----- | ----- | -------- | ---------- |
| 1     | Chile |          |            |
| 2     |       |          |            |
| 3     |       |          |            |

Über den 3000-Meter-Mannschaftslauf 1924 ist nur bekannt, dass die chilenische Mannschaft gewann und dass Manuel Plaza in 8:56,3 Minuten bester Einzelläufer war.

### Hochsprung
| Platz | Athlet           | Land | Höhe (m) |
| ----- | ---------------- | ---- | -------- |
| 1     | Valerio Vallanía | ARG  | 1,80     |
| 2     | Hernán Orrego    | CHI  | 1,75     |
| 3     | Carlos Fernández | URU  | 1,70     |

Finale: 17. April

### Stabhochsprung
| Platz | Athlet           | Land | Höhe (m) |
| ----- | ---------------- | ---- | -------- |
| 1     | Jorge Haeberli   | ARG  | 3,60     |
| 2     | Ernesto Goycolea | CHI  | 3,50     |
| 3     | Roberto Holm     | ARG  | 3,50     |

Finale: 17. April

### Weitsprung
| Platz | Athlet        | Land | Weite (m) |
| ----- | ------------- | ---- | --------- |
| 1     | Ramiro García | CHI  | 6,632     |
| 2     | Luis Brunetto | ARG  | 6,62      |
| 3     | Juan Felitto  | URU  | 6,412     |

Das Datum der Austragung ist nicht bekannt.

### Dreisprung
| Platz | Athlet           | Land | Weite (m) |
| ----- | ---------------- | ---- | --------- |
| 1     | Luis Brunetto    | ARG  | 14,64     |
| 2     | Alfredo Miserere | ARG  | 13,715    |
| 3     | Ángel Colombo    | URU  | 13,55     |

Finale: 19. April

### Kugelstoßen
| Platz | Athlet              | Land | Weite (m) |
| ----- | ------------------- | ---- | --------- |
| 1     | Domingo Minetti     | ARG  | 12,743    |
| 2     | Benjamín Acevedo    | CHI  | 12,494    |
| 3     | Jorge Llobet Cullen | ARG  | 12,455    |

Finale: 17. April

### Diskuswurf
| Platz | Athlet               | Land | Weite (m) |
| ----- | -------------------- | ---- | --------- |
| 1     | David Martín Estévez | URU  | 38,34     |
| 2     | Héctor Benapres      | CHI  | 37,81     |
| 3     | Jorge Llobet Cullen  | ARG  | 36,825    |

Das Datum des Finales ist nicht bekannt.

### Hammerwurf
| Platz | Athlet              | Land | Weite (m) |
| ----- | ------------------- | ---- | --------- |
| 1     | Alfredo Wismer      | ARG  | 41,61     |
| 2     | Jorge Llobet Cullen | ARG  | 40,39     |
| 3     | Luis Romana         | ARG  | 39,50     |

Finale: 19. April

### Speerwurf
| Platz | Athlet            | Land | Weite (m) |
| ----- | ----------------- | ---- | --------- |
| 1     | Arturo Medina     | CHI  | 52,695    |
| 2     | José Jiménez      | ARG  | 50,18     |
| 3     | Guillermo Newbery | ARG  | 48,45     |

Das Datum des Finales ist nicht bekannt.

### Zehnkampf
| Platz | Athlet            | Land | Punkte    |
| ----- | ----------------- | ---- | --------- |
| 1     | Enrique Thompson  | ARG  | 5876,665  |
| 2     | Guillermo Newbery | ARG  | 5851,6975 |
| 3     | Benjamín Acevedo  | CHI  |           |

Der erste Zehnkampf bei Südamerikameisterschaften fand nach den anderen Wettbewerben am 21. und 22. April 1924 statt.

## Frauenwettbewerbe
Frauenwettbewerbe wurden bei der Südamerikameisterschaft erst ab 1939 ausgetragen.

## Medaillenspiegel
| Medaillenspiegel Endstand nach 22 Entscheidungen | Medaillenspiegel Endstand nach 22 Entscheidungen | Medaillenspiegel Endstand nach 22 Entscheidungen | Medaillenspiegel Endstand nach 22 Entscheidungen | Medaillenspiegel Endstand nach 22 Entscheidungen | Medaillenspiegel Endstand nach 22 Entscheidungen |
| Platz                                            | Land                                             | Gold                                             | Silber                                           | Bronze                                           | Gesamt                                           |
| ------------------------------------------------ | ------------------------------------------------ | ------------------------------------------------ | ------------------------------------------------ | ------------------------------------------------ | ------------------------------------------------ |
| 1                                                | Argentinien                                      | 13                                               | 9                                                | 7                                                | 29                                               |
| 2                                                | Chile                                            | 8                                                | 10                                               | 8                                                | 27                                               |
| 3                                                | Uruguay                                          | 1                                                | 2                                                | 5                                                | 8                                                |